# Straubing Tigers
De Straubing Tigers is een professioneel ijshockeyteam gevestigd in Straubing, Duitsland. Het team speelt in de Deutsche Eishockey Liga, het hoogste niveau in het professionele Duitse ijshockey. Straubing speelt zijn thuiswedstrijden in het Eisstadion am Pulverturm, dat een capaciteit heeft van 5.635 toeschouwers.
Het grootste succes van de club tot nu toe, die in 2006 promoveerden naar de DEL, was het bereiken van de halve finales in de play-offs van het seizoen 2011-12. Daarnaast heeft de ploeg in het seizoen 2021-22 ook deelgenomen aan de Champions Hockey League, waar ze de achtste finales wisten te bereiken. De clubkleuren van de Straubing Tigers zijn blauw en wit.

## Historie

### Ban Straubing (1941-1943)
In 1941 richtte werd door drie tieners het eerste ijshockeyteam van Straubing opgericht, dat de naam Ban Straubing kreeg. De eerste officiële wedstrijd van het team vond plaats op 1 februari 1942 in Hof en werd verloren met een score van 0-1. In het volgende jaar waren er verschillende wedstrijden tegen andere Beierse teams uit de regio, maar al snel werd door de Tweede Wereldoorlog de competitie stilgelegd omdat de spelers opgeroepen werden voor het leger. Het duurde vervolgens tot 1946 voordat er in Straubing opnieuw ijshockey gespeeld werd.

### TSV 1861 Straubing (1946-1981)
Na het einde van de oorlog besloten de spelers van Bann Straubing zich aan te sluiten bij de andere ijshockeyvereniging in Straubing, en zich samen met dit team te fuseren tot het nieuwe TSV 1861 Straubing. Hun thuiswedstrijden werden vanaf dan gespeeld op een vijver bij de middeleeuwse Pulverturm (kruittoren) in Straubing, waar tegenwoordig het ijsstadion Eisstadion am Pulverturm staat. In de eerste jaren van het nieuwe team promoveerde en degradeerde het team meermaals tussen de Beierse competities.
In 1967 werd begonnen met de bouw van het Eisstadion am Pulverturm, dat bestond uit een open ijsbaan omringd door tribunes. De eerste wedstrijd in het nieuwe stadion werd gespeeld op 13 november 1967 tegen Preussen Berlin. Vanaf dat seizoen was TSV Straubing actief in de Kunsteis-Bayernliga, waar ze in hun eerste jaar de tweede plaats behaalden. In de daaropvolgende jaren klom TSV Straubing op naar de nationale competities. Eerst werd in 1970 de Regionalliga (3e klasse) behaald en het jaar erop wist het team te promoveren naar de Oberliga (2e klasse). Na een verplichte degradatie, toen de Oberliga werd vervangen door de 2. Bundesliga en hieraan minder teams deel mochten nemen, keerde het team in 1975 terug naar de 2. Bundesliga toen ze de play-off finale wonnen tegen de EV Regensburg.

### EHC Straubing (1981-1994)
In 1981 werd TSV Straubing, dat bestond uit meerdere ijsdisciplines, opgesplitst en ging het ijshockeyteam verder onder de naam EHC Straubing. Sinds de afsplitsing werd het stadion van de club eigendom van de stad Straubing. Hoewel het nieuwe team in het seizoen 1982-83 de 7e plaats behaalde in de competitie, werden ze vanwege financiële problemen teruggezet naar de 4e klasse. Het team wist snel terug te promoveren naar de Oberliga (3e klasse), maar wist niet meer te promoveren en verbleef vanaf 1987 in deze competitie

### Toevoeging van 'Tigers' en opmars naar DEL (1994 - 2006)
In 1994, toen er een competitiewijziging werd doorgevoerd en de nieuwe hoogste nationale divisie (DEL) ontstond, voegde EHC Straubing na een fanbevraging de bijnaam "Die Tiger" (de tijgers) toe aan hun clubnaam. Vanwege de veranderingen in het competitiesysteem werd de Oberliga vanaf 1994 de 1. Liga genoemd en werd dit de tweede hoogste divisie na de DEL. Vanaf dat moment werd Straubing een vaste waarde in deze divisie, waar het (met uitzondering van de seizoenen 1997-98 en 1999-00) tot 2006 voortdurend in actief was.
In april 2002 moest EHC Straubing na 21 jaar faillissement aanvragen. Als gevolg hiervan scheidde de professionele ijshockeyafdeling zich af van de moederclub en werd de Straubing Tigers AG opgericht. Met de EHC werd een samenwerkingsovereenkomst gesloten, aangezien EHC nog steeds de moederclub en licentiehouder bleef. Zo maakten de Straubing Tigers in het seizoen 2002-03 onder hun nieuwe naam het debuut in de 2. Bundesliga. In de daaropvolgende jaren werd er een sterk team opgebouwd dat jaarlijks boven in de competitie meedraaide.
In het seizoen 2005-06 eindigden de Tigers als vijfde in de reguliere competitie van de 2. Bundesliga. In de play-offs speelde de ploeg in de kwartfinales tegen EV Regensburg en won de reeks met 4-2. In de halve finale trof Straubing de Schwenninger Wild Wings, waar ze in vier wedstrijden ook van wisten te winnen met 3-1. In de finale was de tegenstander van de Tigers het als eerste geplaatste REV Bremerhaven. Na twee overwinningen in de eerste twee wedstrijden werden de daaropvolgende twee wedstrijden verloren. In de beslissende vijfde wedstrijd versloegen ze REV Bremerhaven met 2-1, waardoor ze voor de eerste keer kampioen werden van de 2. Bundesliga. Op 31 mei 2006 werd de DEL-licentie toegekend aan de club en daarmee speelden de Tigers voor het eerst in hun clubhistorie op het hoogste Duitse ijshockeyniveau.

### Straubing Tigers in de DEL (2006 - heden)
Straubing begon in het seizoen 2006-07, als kleinste stad vertegenwoordigd in de DEL en met het laagste budget, met een verdienstelijke 12e plaats aan het einde van de reguliere competitie. Tot 2012 lukte het de Tigers nooit om hoger te eindigen dan in hun eerste DEL-seizoen, en werden ze meermaals laatste in de competitie.
In het seizoen 2011-12 lukte het de Straubing Tigers om met een relatief nieuw team voor het eerst de play-offs te behalen. Hierin wonnen ze op wonderbaarlijke wijze de kwartfinales van de Grizzly Adams Wolfsburg, en mochten ze in de halve finales aantreden tegen de regerend kampioen Eisbären Berlin. Van de Eisbären werd verloren, maar dat seizoen zorgde voor een ommekeer bij het team en sindsdien slaagt Straubing er regelmatig in om de play-offs te halen.
In het seizoen 2019-20 werd het team 3e in de reguliere competitie, en doordat de play-offs werden geannuleerd door de coronapandemie kwalificeerde de club zich voor de Champions Hockey League. Hun eerste seizoen in de CHL werd geannuleerd vanwege de pandemie, maar ze kwalificeerden zich opnieuw voor de Europese competitie in 2022. In de groepsfase wonnen ze vijf van de zes duels, en werden ze in de achtste finales uitgeschakeld door de Europese topclub Frölunda HC.

## Prijzen

#### Oberliga (3e divisie)
- Winnaar: 1975

#### 2. Bundesliga
- Winnaar: 2006

## Spelers

### Huidige selectie
Bijgewerkt tot 16 februari 2023.
| No. | Nat                       | Speler                 | Pos | S/G | Leeftijd | Geboorteplaats                                |
| --- | ------------------------- | ---------------------- | --- | --- | -------- | --------------------------------------------- |
| 90  | Vlag van Canada           | Luke Adam              | C   | L   | 32       | St. John's, Newfoundland and Labrador, Canada |
| 91  | Vlag van Canada           | Jason Akeson           | RW  | R   | 32       | Orleans, Ontario, Canada                      |
| 76  | Vlag van Verenigde Staten | Mark Alt               | D   | R   | 31       | Kansas City, Missouri, Verenigde Staten       |
| 71  | Vlag van Canada           | Trent Bourque          | D   | L   | 24       | Burlington, Ontario, Canada                   |
| 92  | Vlag van Duitsland        | Marcel Brandt          | D   | L   | 31       | Dingolfing, Duitsland                         |
| 1   | Vlag van Duitsland        | Florian Bugl           | G   | L   | 21       | Landshut, Duitsland                           |
| 19  | Vlag van Duitsland        | Tim Brunnhuber         | C   | L   | 24       | Eggenfelden, Duitsland                        |
| 22  | Vlag van Canada           | Mike Connolly          | C   | L   | 33       | Calgary, Alberta, Canada                      |
| 9   | Vlag van Duitsland        | Stephan Daschner       | D   | R   | 34       | Ingolstadt, Duitsland                         |
| 98  | Vlag van Duitsland        | Bastian Eckl           | RW  | L   | 22       | Regensburg, Duitsland                         |
| 10  | Vlag van Canada           | Garrett Festerling     | C   | R   | 37       | Quesnel, British Columbia, Canada             |
| 17  | Vlag van Duitsland        | Adrian Klein           | D   | L   | 19       | Neustadt a.d.Waldnaab, Duitsland              |
| 34  | Vlag van Duitsland        | Benedikt Kohl          | D   | R   | 35       | Berchtesgaden, Duitsland                      |
| 32  | Vlag van Verenigde Staten | Cody Lampl             | D   | R   | 36       | Ketchum, Idaho, Verenigde Staten              |
| 7   | Vlag van Canada           | Taylor Leier           | LW  | L   | 29       | Saskatoon, Saskatchewan, Canada               |
| 88  | Vlag van Canada           | JC Lipon               | RW  | R   | 29       | Regina, Saskatchewan, Canada                  |
| 23  | Vlag van Canada           | Brandon Manning        | D   | L   | 32       | Prince George, British Columbia, Canada       |
| 35  | Vlag van Verenigde Staten | Hunter Miska           | G   | L   | 27       | Stacy, Minnesota, United States               |
| 8   | Vlag van Duitsland        | Joshua Samanski        | F   | L   | 21       | Erding, Duitsland                             |
| 27  | Vlag van Duitsland        | Sandro Schönberger (C) | LW  | L   | 36       | Weiden, Rijnland-Palts, Duitsland             |
| 74  | Vlag van Canada           | Travis St. Denis       | C   | L   | 30       | Trail, British Columbia, Canada               |
| 6   | Vlag van Duitsland        | Parker Tuomie          | RW  | L   | 27       | Haßfurt, Duitsland                            |
| 77  | Vlag van Verenigde Staten | Travis Turnbull        | C   | R   | 36       | Chesterfield, Missouri, Verenigde Staten      |
| 26  | Vlag van Duitsland        | Yannik Valenti         | RW  | R   | 34       | Bad Tölz, Duitsland                           |
| 89  | Vlag van Verenigde Staten | Mark Zengerle          | C   | R   | 34       | Rochester, New York, Verenigde Staten         |
| 13  | Vlag van Duitsland        | Mario Zimmermann       | D   | L   | 22       | Altötting, Duitsland                          |

### Geëerde oud-spelers
Vier shirtnummers worden niet langer meer gebruikt door de Straubing Tigers.
- #4 Jiří Wabnegger –  Speler en trainer van de Straubing Tigers tussen 1970 en 1984.
- #11 Doug Kirton –  Speler van de Straubing Tigers tussen 1991 en 1997.
- #14 Günther Lupzig –  Speler van de Kölner Haie gedurende zijn gehele carrière (1974–1992).
- #41 Bill Trew –  Speler en all-time topscoorder van de Straubing Tigers tussen 1999 en 2011.